# Ratpenat de dits llargs de Griveaud
El ratpenat de dits llargs de Griveaud (Miniopterus griveaudi) és una espècie de ratpenat de cova que viu a Grande Comore i Anjouan (Comores), així com el nord i l'oest de Madagascar. Fou descrit inicialment el 1959 com a subespècie de l'espècie continental M. minor, a partir d'un exemplar trobat a Grande Comore. Posteriorment se'l classificà dins de l'espècie malgaixa M. manavi. Tanmateix, estudis morfològics i moleculars publicats el 2008 i el 2009 revelaren que el tàxon M. manavi, tal com se'l definia aleshores, contenia cinc espècies diferents no relacionades entre si, de manera que el ratpenat de dits llargs de Griveaud fou reclassificat com a espècie distinta present tant a Madagascar com a les Comores.
Amb els seus avantbraços de 35-38 mm de llargada, el ratpenat de dits llargs de Griveaud és una espècie petita de Miniopterus. Sol ser de color marró fosc, però alguns exemplars són vermellosos. El tragus (una projecció de l'interior de l'orella) és estret i té la punta arrodonida. L'uropatagi (membrana caudal) és gairebé completament calb. Al crani, el paladar és còncau i el rostre arrodonit. L'espècie viu a altituds de fins a 480 msnm a Madagascar, sovint a zones càrstiques. A les Comores, viu a altituds de fins a 890 msnm i s'ajoca a tubs de lava i coves de poca profunditat. Les femelles recollides a Grande Comore al mes de novembre estaven embarassades, però les dades que es tenen sobre la reproducció d'aquesta espècie són escasses i sembla que el procés varia entre individus i entre poblacions de diferents illes.

## Taxonomia
El 1959, David Harrison descrigué un petit ratpenat Miniopterus de l'illa de Grande Comore com a Miniopterus minor griveaudi, una subespècie de l'espècie M. minor, present a l'Àfrica continental. El nom específic griveaudi és un homenatge a Paul Griveaud, que recollí els espècimens que feu servir Harrison per descriure la subespècie. Aquesta classificació romangué vigent durant les pròximes dècades. El 1992, per exemple, Javier Juste i Carlos Ibáñez reconegueren cinc subespècies de M. minor, incloent-hi griveaudi, que s'estenien des de São Tomé fins a Madagascar. A la seva revisió dels ratpenats de Madagascar publicada el 1995, Randolph Peterson i col·laboradors reconegueren el petit Miniopterus de Madagascar com a espècie distinta, M. manavi, amb griveaudi com a subespècie. El 2007, Juste i col·laboradors revisitaren les relacions del grup M. minor mitjançant seqüències d'ADN del gen del citocrom b mitocondrial. Descobriren que griveaudi (de Grande Comore), manavi (de Madagascar) i M. minor newtoni (actualment Miniopterus newtoni, de São Tomé) no eren parents propers. Tanmateix, els exemplars de «manavi» que utilitzaren en el seu estudi eren en realitat espècimens de M. majori que els investigadors havien identificat incorrectament.
En un altre estudi molecular, publicat el 2008 i basat en seqüències de citocrom b i bucles de desplaçament mitocondrials, Nicole Weyeneth i col·laboradors descobriren que els exemplars de «Miniopterus manavi» que havien estat examinats pertanyien en realitat a dos clades diferents de relació llunyana (un amb espècimens de Madagascar, Anjouan i Grande Comore i l'altre amb espècimens de Madagascar i Anjouan). L'any següent, Steven Goodman i col·laboradors exploraren en més detall les relacions entre els ratpenats coneguts com a «M. manavi», basant-se en seqüències de citocrom b i comparacions morfològiques. Trobaren que «M. manavi» contenia cinc espècies que no eren els parents més propers l'una de l'altra: un exemple de convergència evolutiva. Fins a quatre espècies d'aquest grup poden coexistir en una mateixa localitat. Determinaren que M. griveaudi, ja reconegut com a espècie de ple dret, vivia a Grande Comore, Anjouan i el nord i l'oest de Madagascar, mentre que M. manavi estava restringit al marge oriental de les Terres Altes de Madagascar. Descrigueren tres noves espècies més: M. aelleni, d'Anjouan i el nord i l'oest de Madagascar; M. brachytragos, del nord i l'oest de Madagascar; i M. mahafaliensis, del sud-oest de Madagascar. Les seqüències de citocrom b indiquen que el ratpenat de dits llargs de Griveaud ocupa una posició aïllada entre els Miniopterus del continent africà i els de Madagascar.

## Descripció
El ratpenat de dits llargs de Griveaud és una espècie de Miniopterus petita i de color marró fosc. M. aelleni té un color similar, però M. manavi és més fosc i M. brachytragos i M. mahafaliensis són més clars. A vegades, les parts superiors del cos són de color marró vermellós. Aquesta variant cromàtica és més freqüent a les poblacions de les Comores que a les de Madagascar. A les Comores, algunes colònies o grups individuals es componen exclusivament d'exemplars del mateix color, però no sembla haver-hi diferenciació genètica entre les dues variants. El cap és una mica més clar que el cos i els pèls de les parts inferiors tenen la punta de color d'ant. El tragus (una projecció situada a la vora interior de l'orella) és llarg, té una base ampla amb una cresta a la vora i acaba en una punta roma o lleugerament arrodonida. Altres espècies tenen el tragus de forma diferent. La membrana alar també és marró, però l'uropatagi (membrana caudal és més clar. La membrana alar i l'uropatagi s'uneixen a la part superior de les potes al mateix nivell, a prop del turmell. L'uropatagi té una cobertura escassa de pèls prims que són gairebé invisibles a l'ull nu. M. manavi, M. mahafaliensis i M. brachytragos, en canvi, tenen l'uropatagi bén pelut, mentre que M. aelleni té pocs pèls, que són prims però clarament visibles. Hi ha algunes diferències en la mida de les diferents poblacions. Els individus de Grande Comore solen ser els més grans i els de Madagascar solen ser els més petits, mentre que els d'Anjouan tenen una mida intermèdia.
| Illa | n     | Llargada total | Cua          | Pota posterior | Tragus    | Orella       | Avantbraç    | Pes           |
| --- | ----- | -------------- | ------------ | -------------- | --------- | ------------ | ------------ | ------------- |
| Anjouan                                                                                                   | 38    | 87,8 (85-91)   | 41,0 (38-44) | 5,0 (4-6)      | 5,2 (5-6) | 10,1 (9-11)  | 36,8 (35-38) | 4,8 (3,8-5,8) |
| Grande Comore                                                                                             | 34-37 | 83,6 (80-89)   | 39,4 (35-42) | 4,9 (4-5)      | 5,8 (5-6) | 10,3 (10-11) | 36,3 (35-38) | 4,4 (3,6-5,8) |
| Madagascar                                                                                                | 18    | 89,3 (86-93)   | 40,1 (35-43) | 5,8 (5-7)      | 5,9 (5-7) | 10,4 (9-11)  | 36,9 (35-38) | 5,4 (4,1-7,1) |
| «Mitjana (mínima-màxima)». Les mesures es donen en mil·límetres, excepte el pes, que s'expressa en grams. |       |                |              |                |           |              |              |               |

El ratpenat de dits llargs de Griveaud té un cariotip de 46 cromosomes, amb un total de 50 braços majors als autosomes (cromosomes no sexuals). El cromosoma X és submetacèntric (té un braç una mica més llarg que l'altre), mentre que el cromosoma Y és petit i acrocèntric (té un braç molt curt i un de molt llarg). El cariotip es conserva a les diferents espècies de Miniopterus; el nombre de chromosomes i braços és idèntic en M. griveaudi, les espècies malgaixes M. aelleni i M. gleni i fins i tot l'espècie asiàtica M. fuliginosus.
Al crani, el rostre és arrodonit. El solc central de la depressió nasal és relativament ample, en comparació amb M. manavi. Els ossos frontals presenten una cresta sagital ben desenvolupada. En una part posterior del neurocrani, la cresta lambdoide també és prominent. La part central del paladar és còncava, igual que en M. brachytragos i M. mahafaliensis, però a diferència i de M. aelleni i M. manavi, que tenen el paladar pla. El marge posterior del paladar presenta una espina palatal posterior llarga i robusta.

## Distribució i ecologia
A Madagascar, l'àmbit de distribució del ratpenat de dits llargs de Griveaud s'estén al llarg de les terres baixes occidentals fins a Ankarana, a l'extrem nord de l'illa, i també a l'est de Madagascar, un xic al sud de Daraina. Viu a altituds de fins a 480 msnm i sovint habita zones càrstiques. El seu àmbit de distribució s'encavalca molt amb el de M. alleni, que freqüentment es troba als mateixos boscos i coves. Tot i que s'ha publicat informació ecològica i etològica sobre «M. manavi», el descobriment que aquest grup conté diverses espècies críptiques, diverses de les quals poden conviure en una mateixa localitat, fa que sigui difícil correlacionar aquestes dades amb una espècie concreta; tanmateix, les espècies de Miniopterus se solen alimentar d'insectes. M. griveaudi aparegué com a espècie amb dades insuficients a la Llista Vermella de la UICN del 2008, però aquesta edició data d'abans del reconeixement de l'espècie a Anjouan i Madagascar.
El ratpenat de dits llargs de Griveaud viu a altituds de 15-670 msnm a Grande Comore i 5-890 msnm a Anjouan. A les Comores, s'ajoca en coves, tant a tubs de lava com a estructures menys profundes. A Grande Comore, se l'ha observat compartint una cova amb una altra espècie de ratpenat, Rousettus obliviosus. També s'han vist exemplars d'aquest ratpenat abandonant una cova de Grande Comore amb la posta de sol. La majoria dels exemplars de ratpenat de dits llargs de Griveaud observats en ple vol es trobaven en boscos, però això podria ser una conseqüència de la manca d'observacions a zones obertes. A les coves, els individus es reuneixen o bé en grups grans de més de 50 ratpenats no reproductius o bé en grups més petits de no més de cinc ratpenats en període de reproducció. El poc que se sap de la seva reproducció indica que hi ha diferències significatives entre individus i entre illes. A dues coves de Grande Comore estudiades al novembre del 2006, totes les femelles estaven embarassades amb un únic embrió amb una longitud de 14-19 mm, però cap dels mascles no estava en període reproductiu. En una altra cova, cap dels ratpenats observats a la mateixa data (tots mascles) no estava en període reproductiu. Cap dels ratpenats capturats en una cova a l'abril del 2007 no presentava senyals d'activitat reproductora. A Anjouan, cap dels ratpenats de dues coves estudiades a finals de novembre del 2006 no estava en període reproductiu.
Tot i que els espècimens de ratpenat de dits llargs de Griveaud només difereixen en un 0,6% de les seqüències de citocrom b, les anàlisis de bucles de desplaçament mostren algunes diferències entre les poblacions insulars. Aquestes dades suggereixen que l'espècie aparegué a Madagascar, on encara queda una població gran i estable, i després colonitzà Grande Comore i Anjouan de manera independent. Després, les poblacions de Grande Comore i Anjouan haurien entrat en contracte i iniciat un procés de flux gènic entre les diferents illes.